# Митин, Станислав Михайлович
Станисла́в Миха́йлович Ми́тин (5 августа 1950, Ташкент — 11 апреля 2023, Нетания, Центральный округ) — российский режиссёр театра, кино и телевидения, сценарист и педагог.

## Биография
Родился 5 августа 1950 года в Ташкенте.

### Творческий путь

#### Театральная карьера
Режиссёр театра, кино и телевидения, сценарист. В 1980 году окончил с отличием Ленинградский государственный институт театра, музыки и кинематографии по специальности «Режиссура драмы» (класс профессора, народного артиста России З. Я. Корогодского).
Работал режиссёром-постановщиком в Ленинградском театре юных зрителей, Московском молодёжном театре, в Московском театре Ленинского комсомола.
Был главным режиссёром московского муниципального театра «Новая опера».
Режиссёр-постановщик эстрадных представлений бит-квартета «Секрет» и ансамбля «Ялла».
Режиссёр-постановщик юбилейных вечеров Павла Лисициана и Зары Долухановой, ансамбля «Виртуозы Москвы» и 80-летия Московской государственной филармонии.
Режиссёр-постановщик открытия Юношеских Олимпийских игр, стадион Лужники, Москва.

#### Телевидение
В соавторстве с поэтом Юрием Энтиным создал программу для детей «Чунга-чанга» (канал ОРТ).
Режиссёр-постановщик открытия канала РЕН-ТВ (ведущий Эльдар Рязанов).

#### Документальные и художественные фильмы
Сценарист и режиссёр-постановщик художественных и документальных фильмов. Лауреат российских и международных фестивалей игрового и документального кино.

### Последние годы жизни
Последние годы жизни жил в Израиле.
Умер 11 апреля 2023 года в Нетании.

## Фильмография

### Режиссёрские работы
- 2005 — Самые счастливые (телефильм)
- 2006 — Двойная фамилия
- 2006 — Травести (телефильм)
- 2007 — Грех (телефильм)
- 2009 — С чёрного хода
- 2009 — Любка (телефильм в четырёх частях)
- 2010 — Вдовий пароход (телефильм)
- 2010 — Плен страсти (телефильм в четырёх частях)
- 2011 — Московский декамерон (телефильм в восьми частях)
- 2013 — Апофегей (телефильм в четырёх частях)[8]
- 2015 — Осколки хрустальной туфельки (телефильм в двух частях)
- 2016 — Личное пространство (телефильм в четырёх частях)

### Сценарии
- 2006 — Двойная фамилия по повести Дины Рубиной
- 2007 — Грех
- 2008 — С чёрного хода по повести Михаила Рощина «Чёрный ход. Воспоминание»
- 2009 — Любка в соавторстве с Диной Рубиной (по одноимённой повести Д. Рубиной)
- 2010 — Вдовий пароход по повести И. Грековой
- 2010 — Плен страсти в соавторстве с Владиславом Романовым
- 2013 — Апофегей в соавторстве с Юрием Поляковым
- 2014 — Небо падших в соавторстве с Юрием Поляковым
- 2016 — Личное пространство в соавторстве с П. Тетерским и Р. Галеевым.

### Документальные фильмы
Все фильмы сделаны в соавторстве с супругой Эллой Митиной
- «Совсем другие» (6 фильмов о талантливых детях)
- «Андрейка-клоун»
- «Свои-чужие»
- «Мы тоже человеки»
- «Сохрани нас, Господи!»
- «История моей семьи»
- «Вечные вопросы»
- «Личное горе»
- «Дина Рубина. На солнечной стороне»

## Театральные работы

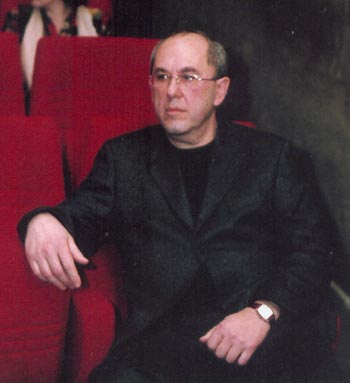
В театре

### Драматические постановки
- «Вокруг площади», Борис Голлер (Ленинград, ТЮЗ им. Брянцева)
- «Не уходи никогда», Александр Александров (Ленинград, ТЮЗ им. Брянцева)[1]
- «В семье Лепик», пьеса Станислава Митина по повести Жюля Ренара «Рыжик» (Ленинград, ТЮЗ им. Брянцева)
- «Работа над ошибками», пьеса Станислава Митина по одноимённой повести Юрия Полякова (Ленинград, ТЮЗ им. Брянцева)[1]
- «Сверчок в очаге», Чарльз Диккенс (Ленинград, ТЮЗ им. Брянцева)[1]
- «Маленькие трагедии», Александр Сергеевич Пушкин (Ленинград, ТЮЗ им. Брянцева)
- «Звезда в конюшне», Анатолий Васильевич Луначарский (Ленинград, ТЮЗ им. Брянцева)
- «Любовь к трём апельсинам», пьеса Олега Юрьева по сценарию Карло Гоцци (Москва, Молодёжный театр)
- «Синее чудовище», Карло Гоцци (Рига, Молодёжный театр)
- «Кьоджинские перепалки», Карло Гольдони (Рига, Молодёжный театр)
- «Кладбищенский ангел», Андрей Максимов (Москва, Ленком)[9]
- «Супружеская идиллия», мюзикл, Ленинград, Ленинградский государственный театр эстрады

и другие.

### Оперные постановки
- «Руслан и Людмила», Михаил Иванович Глинка (Москва, «Новая опера»)
- «Россини. Музыкальный дивертисмент» (Москва, «Новая опера»)
- «Мария Стюарт», Гаэтано Доницетти (Москва, «Новая опера»)
- «Мефисто-театр»: «Мавра» и «История солдата», Игорь Стравинский (Москва, «Новая опера»)
- «Летучая мышь», Иоганн Штраус (Уфа, Башкирский государственный театр оперы и балета)

## Педагогическая деятельность
- Педагог на актёрско-режиссёрском курсе, ЛГИТМиК. Руководитель курса — Народный артист России, профессор Зиновий Яковлевич Корогодский.
- Педагог на режиссёрском курсе ВГИК им. С. А. Герасимова. Руководители курса — Ираклий Квирикадзе, Нана Джорджадзе.

## Фестивали и награды

### Художественные фильмы

#### «Двойная фамилия»
- 2006 — первый приз на фестивале в Умео, Швеция
- 2006 — приз зрительских симпатий на кинофестивале в Брауншвейге[10]
- 2006 — участие в панораме «Мировое кино» на кинофестивале в Генте[11]
- 2007 — участие в кинофестивале в Риме
- 2007 — участие в кинофестивале «Зеркало» в Иваново
- 2007 — участие в кинофестивале в Денвере
- 2007 — участие в кинофестивале «Артфильм», Теплице[12]
- 2007 — участие в кинофестивале «Сталкер», Москва[13]
- 2007 — участие в Санкт-Петербургском кинофестивале
- 2007 — участие в кинофестивале в Ханты-Мансийске
- 2007 — лауреат 4-го Международного благотворительного кинофестиваля «Лучезарный ангел»[14]
- 2012 — участие в кинофестивале «Спутник над Польшей», Польша[15]

#### «С чёрного хода»
- 2009 — фильм-открытие фестиваля «Литература и кино», Гатчина
- 2009 — участие в кинофестивале «Виват кино России!»[16], Санкт-Петербург
- 2009 — премия за лучшую мужскую роль (Владимир Кузнецов) на XVIII открытом кинофестивале стран СНГ, Латвии, Литвы и Эстонии «Киношок»[17][18]
- 2009 — участие в кинофестивале ФильмФест[нем.], Гамбург[19].
- 2009 — участие в кинофестивале «Лістапад» (Минск, Белоруссия)[20]
- 2009 — участие в фестивале российского кино в Онфлёре, Франция[21]
- 2012 — участие в кинофестивале «Спутник над Польшей», Польша[15]

#### «Любка»
- 2009 — участие в кинофестивале «Спутник над Варшавой», Польша[22].
- 2012 — участие в кинофестивале «Спутник над Польшей», Польша[15]

#### «Вдовий пароход»
- 2010 — третье место в конкурсе «ТВ — Шок» (игровые телефильмы) на фестивале «Киношок»[3].
- 2012 — участие в кинофестивале «Спутник над Польшей», Польша[15]

#### «Плен страсти»
- 2011 — участие в фестивале российского кино в Будапеште и Вене[23].
- 2011 — участие во внеконкурсной программе международного кинофестиваля стран Арктики «Северное сияние»[24].
- 2011 — приз Георгию Тараторкину в номинации «Актер» за лучшую мужскую роль на международном телекинофоруме «Вместе», г. Ялта, Украина[25].

#### «Московский декамерон»
- 2011 — участие в кинофестивале Киношок[26].
- 2012 — выдвижение в номинации «Режиссёр-постановщик» на международном телекинофоруме «Вместе»[27].

#### «Апофегей»
- 2013 — гран-при на XIV международном телекинофоруме «Вместе»[2].
- 2013 — информационный показ на VI всероссийском кинофестивале актёров-режиссёров «Золотой Феникс», Смоленск[28].

### Документальные фильмы

#### «Свои-чужие»
- 1999 — участие в фестивале «Сталкер» (приз жюри)
- 2000 — участие в фестивале в Болонье, Италия
- 2000 — участие в фестивале в Чикаго
- 2002 — участие в фестивале в Бостоне

#### «Андрейка-клоун»
- 1997 — гран-при кинофестиваля в Австралии
- 1998 — приз «Золотой конёк» на кинофестивале в Болгарии